# Hans-Jörg Karlsen
Hans-Jörg Karlsen (* 1973 als Hans-Jörg Nüsse) ist ein deutscher Prähistorischer Archäologe.

## Leben
Karlsen studierte von 1994 bis 1999 Ur- und Frühgeschichte, Alte Geschichte, Geologie/Paläontologie und Klassische Archäologie an der Georg-August-Universität Göttingen, wo er 1999 den Magisterabschluss im Fach Ur- und Frühgeschichte und 2003 die Promotion mit seiner Dissertation Untersuchungen zur Besiedlung des Hannoverschen Wendlands von der jüngeren vorrömischen Eisen- bis zur Völkerwanderungszeit ablegte. 2003 leitete er eine Ausgrabung in Upleward, von 2003 bis 2004 war er wissenschaftlicher Mitarbeiter am Seminar für Ur- und Frühgeschichte der Universität Göttingen. Von 2004 bis 2010 war er wissenschaftlicher Assistent am Institut für Prähistorische Archäologie der Freien Universität Berlin, wo er 2011 habilitiert wurde und von 2011 bis 2016 als Privatdozent lehrte. Von 2012 bis 2016 war er wissenschaftlicher Mitarbeiter im Exzellenzcluster Topoi. 2016 wurde er auf den neu eingerichteten Lehrstuhl für Ur- und Frühgeschichte der Universität Rostock berufen. Seit 2022 ist er Dekan der dortigen Philosophischen Fakultät.
Seine Forschungsschwerpunkte sind Siedlungsarchäologie, Sozialarchäologie und die Epoche von der vorrömischen Eisenzeit bis zum Frühmittelalter.

## Schriften (Auswahl)
- Untersuchungen zur Besiedlung des Hannoverschen Wendlands von der jüngeren vorrömischen Eisen- bis zur Völkerwanderungszeit (= Neue Ausgrabungen und Forschungen in Niedersachsen. Band 26). Wachholtz, Neumünster 2008, ISBN 3529017264 (PDF; zugleich Dissertation, Göttingen 2003).
- als Herausgeber mit Immo Heske und Jens Schneeweiß: „Landschaft, Besiedlung und Siedlung“. Archäologische Studien im nordeuropäischen Kontext. Festschrift für Karl-Heinz Willroth zu seinem 65. Geburtstag (= Schriftenreihe des Heimatkundlichen Arbeitskreises Lüchow-Dannenberg. Band 20) (= Göttinger Schriften zur Vor- und Frühgeschichte. Band 33). Wachholtz, Neumünster/Hamburg 2013, ISBN 978-3-529-01533-5.
- Haus, Gehöft und Siedlung im Norden und Westen der Germania magna (= Berliner archäologische Forschungen. Band 3). Leidorf, Rahden 2014, ISBN 978-3-89646-523-8 (zugleich Habilitationsschrift, FU Berlin 2010).